# Trabajo reproductivo

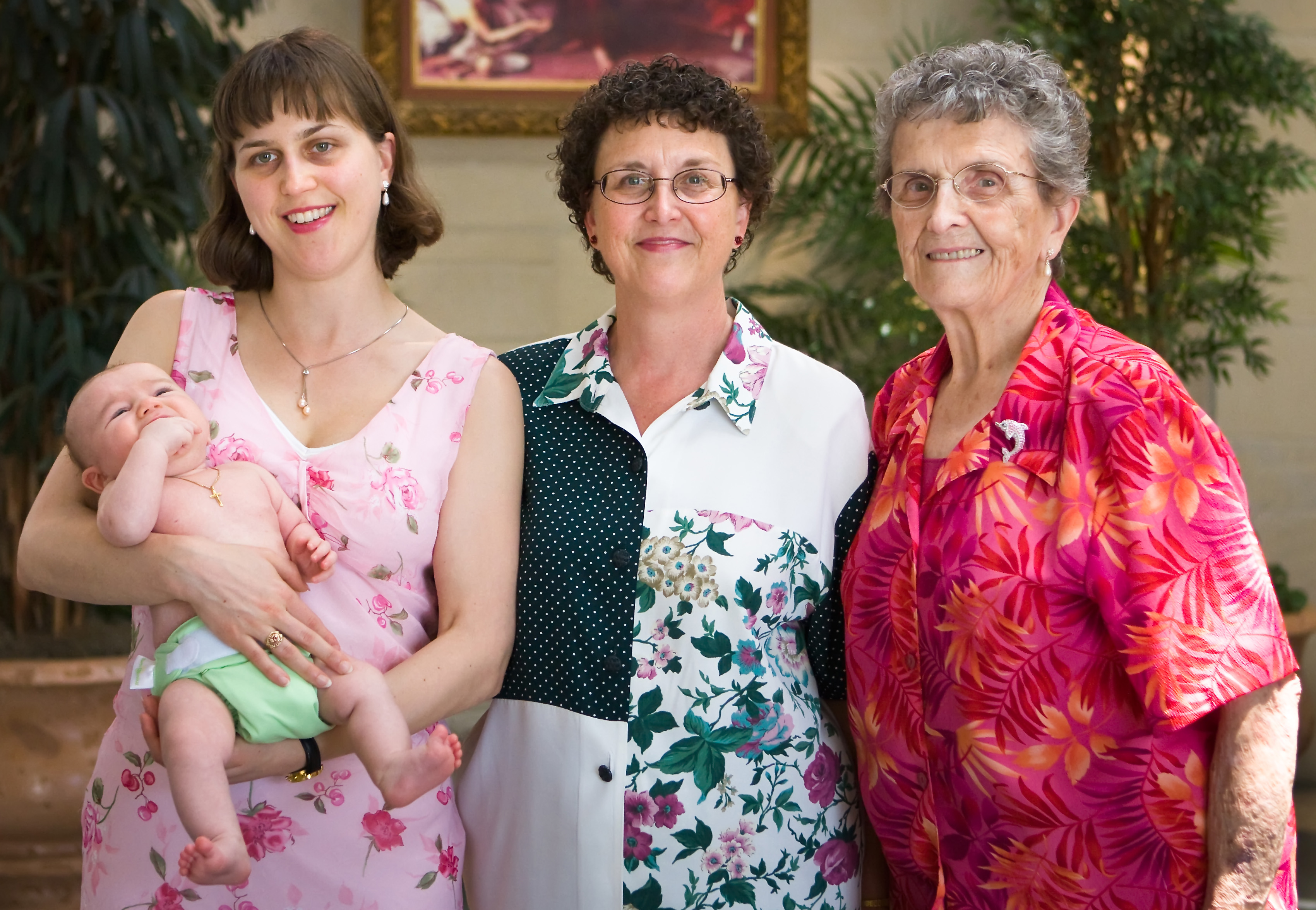
Cuatro generaciones, el hijo en brazos de su madre, la abuela y la bisabuela por línea materna. La reproducción humana y reproducción social ha estado garantizada por la mujer. Sin embargo, el trabajo reproductivo -la reproducción y las atenciones y cuidados para la supervivencia- no es reconocido ni pagado. El trabajo de la mujer ha sido tradicionalmente expropiado al situarla, históricamente, en una posición social inferior y de sometimiento convirtiéndola en mera fábrica de mano de obra. La revolución reproductiva -disminución del esfuerzo reproductivo al disminuir el número de hijos- de las últimas décadas está modificando el papel tradicional de la mujer.

Trabajo reproductivo o trabajo de la reproducción, a veces asimilable al trabajo de cuidados, en sociología, demografía y economía, también usado en estudios feministas y  economía marxista en relación con la desigualdad de género, se refiere tanto al trabajo necesario para la reproducción humana realizado por la mujer a lo largo de la historia, embarazo, alumbramiento, lactancia, como al conjunto de atenciones y cuidados necesarios para el sostenimiento de la vida y la supervivencia humana: alimentación, cuidados físicos y sanitarios, educación, formación, relaciones sociales, apoyo afectivo y psicológico, mantenimiento de los espacios y bienes domésticos. El trabajo reproductivo ha sido históricamente sobrecargado en la mujer.
Desde una perspectiva marxista, se le denomina trabajo reproductivo para diferenciarlo del trabajo de la producción dirigido a bienes y servicios. Frente al trabajo productivo, asalariado y reconocido socialmente en las sociedades industrializadas, el trabajo de la reproducción no se reconoce ni económica ni socialmente. Los cambios sociales tanto en el ámbito productivo como reproductivo obligan a replantear la tradicional y desigual distribución de cargas entre mujeres y hombres así como el reconocimiento social y económico del trabajo reproductivo.
Desde ciertas ramas del feminismo se reclama la instauración del salario doméstico o salario para el trabajo doméstico destinado a quienes desempeñan en los hogares el trabajo reproductivo, situación distinta a las trabajadoras domésticas o empleadas de hogar contratadas y ajenas al hogar o núcleo familiar y que también sufren discriminación laboral ya que sus remuneraciones tienden a estar entre las más bajas del mercado laboral, y su contratación, en muchos casos, es ilegal al no cotizar a la seguridad social ni firmar contrato.
Otras discusiones se centran en el uso del término en sí. El término 'trabajo de cuidados', del inglés care work, es asimilable al trabajo reproductivo en la mayoría de los casos si bien también se considera 'trabajo de cuidados' al trabajo productivo y asalariado relacionado con los cuidados: empleadas de hogar, cuidado de los hijos, cuidado de niños, guardería, educación, sanidad, cuidados a la tercera edad y residencias de la tercera edad. Es decir, todo aquel trabajo, ya sea retribuido o no, cuyo objeto sea el cuidado de los otros. Por tanto el trabajo de cuidados puede ser trabajo reproductivo (no asalariado) o trabajo productivo (asalariado). Según la Organización Internacional del Trabajo (OIT) el trabajo de cuidados no remunerado no es reconocido social ni económicamente y no suele considerarse en los balances económicos y puede suponer un porcentaje alto del PIB nacional.

## Trabajo reproductivo

### Reproducción humana y demografía
El trabajo de reproducción humana ha sido realizado y es realizado por la mujer. La labor de gestar, alumbrar y lactar ha permitido la supervivencia de individuos y sociedades -la reproducción social-.
Históricamente y hasta fechas recientes, con el objeto de garantizar la reproducción social ha sido necesario mantener una natalidad muy alta que garantizase, en un contexto de alta mortalidad, un reemplazo suficiente de las poblaciones. La población mundial ha pasado de los casi 1.000 millones en el año 1800 a más de 6.000 millones en el año 2000 y a 7.000 millones a finales de 2011. La necesidad de una alta reproducción ha dejado de ser uno de los tradicionales problemas de las sociedades. El esfuerzo reproductivo se ha reducido, la supervivencia de los individuos -la baja mortalidad- ha permitido reducir el número de hijos. En las sociedades modernas se da una alta eficiencia reproductiva que libera en parte a la mujer de buena parte del trabajo reproductivo que desarrollaba tradicionalmente y la permite incorporarse al mercado de trabajo modificándose sustancialmente las relaciones sociales antes establecidas y advirtiéndose cambios sustanciales: declive del trabajo reproductivo (fundamentalmente en la mujer), derrumbamiento del patriarcado, privatización de la sexualidad y reducción del control social sobre la sexualidad; desaparición de la punibilidad de las relaciones sexuales no reproductivas; alto control sobre la procreación con el uso de métodos anticonceptivos y apoyo intergeneracional muy amplio a hijos y nietos, reforzamiento de los lazos familiares profundos; aumento de los años vividos o madurez de masas; centralidad de la familia y reforzamiento de los lazos e importancia de la misma. No obstante, el trabajo reproductivo relativo a los cuidados, alimentación, educación, etc. sigue realizándose fundamentalmente por la mujer.

### Reproducción familiar y trabajo doméstico
El trabajo reproductivo se extiende a aquellas actividades o tareas imprescindibles o necesarias para el mantenimiento de las personas, generalmente familiares, como son el cuidado de los cuerpos, la educación, la formación, el mantenimiento de las relaciones sociales y el apoyo psicológico a los miembros de la familia así como el mantenimiento de los espacios y bienes domésticos.
El trabajo de la reproducción incluye las actividades destinadas a atender el cuidado del hogar y de la familia. El término tiene mayor alcance y contenido que el de trabajo doméstico. Aunque el lugar habitual del trabajo de la reproducción es el hogar y la familia las actividades así como el simbolismo del término trabajo reproductivo supera el ámbito doméstico y el trabajo de la empleada de hogar. El trabajo reproductivo incluye actividades relacionadas con la gestión y el mantenimiento de la infraestructura del hogar y las derivadas de la atención y cuidado de los miembros de la familia en muchos ámbitos ajenos al hogar familiar habitual. El trabajo reproductivo adquiere su significado en las sociedades urbanas e industriales del mundo occidental.
Para la arquitecta Zaida Muxí, la estructura de las casas ha respondido a lo largo de la historia y de manera específica, las casas de la nobleza y la burguesía, a una visión del hombre que desde lo privado construye su imagen pública invisibilizando a la mujer y su trabajo.

### Feminización del trabajo reproductivo
En la actualidad las mujeres se desempeñan tanto en el trabajo reproductivo (compuesto por la reproducción, el trabajo comunitario y el doméstico) como en el trabajo productivo (asalariado). El ingreso de las mujeres en el mundo del trabajo productivo ha sido considerado como una emancipación desde diversas ramas del feminismo. Sin embargo, sin la redistribución de las labores reproductivas, el acceso de las mujeres al trabajo productivo termina significando una sobrecarga de trabajo en la mujer que además del trabajo asalariado debe continuar sosteniendo las diversas labores reproductivas del hogar y la comunidad.
A continuación una explicación de las diversas categorías para entender el trabajo reproductivo y el trabajo productivo:
- Trabajo reproductivo propiamente dicho: embarazo, parto y lactancia.
- Trabajo reproductivo comunitario necesario para la supervivencia individual y social: cuidados físicos y sanitarios, educación, relaciones sociales.
- Trabajo reproductivo doméstico necesario para la supervivencia individual y social: trabajo doméstico, tareas domésticas, preparación de alimentos, higiene, cuidado y limpieza.
- Trabajo productivo o trabajo asalariado: El único reconocido social y económicamente.

Alva Gotby califica de "reproducción emocional" o "trabajo reproductivo emocional". El trabajo emocional es parte consustancial del trabajo reproductivo (crianza, comunitario y doméstico pero también del trabajo feminizado productivo (cuidadoras, azafatas, enfermeras, maestras, dependientas, médicas...).

## Trabajo reproductivo y acumulación originaria

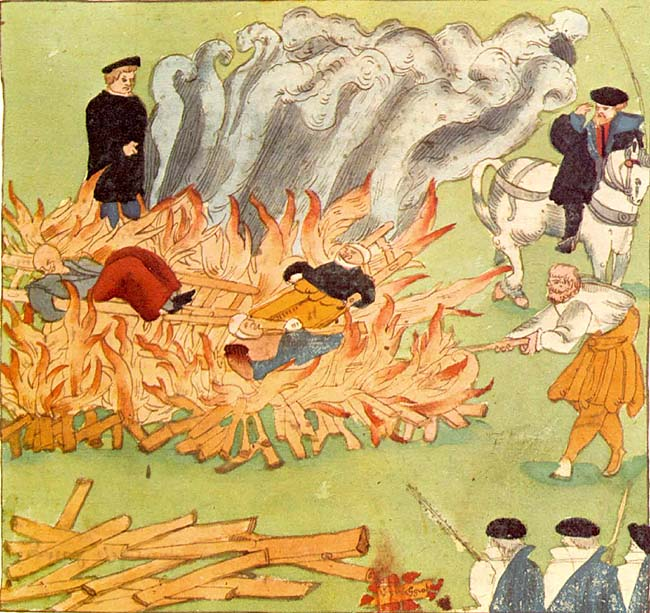
Muerte en la hoguera de tres brujas en Baden, Suiza, (1585), obra de Johann Jakob Wick. La caza de brujas constituiría uno de los métodos más brutales y represivos que perseguían la subyugación de las mujeres en la transición del feudalismo al capitalismo.

### Características del trabajo reproductivo
Tanto el esfuerzo reproductivo relativo a la procreación como el trabajo dirigido a garantizar la supervivencia y futura reproducción humana, cuidados personales y domésticos son actividades habitualmente clasificadas como trabajo no remunerado, generalmente como trabajo doméstico o femenino no reconocido socialmente consecuencia de la división sexual del trabajo. Como indica Kathi Weeks El trabajo asalariado y el trabajo no asalariado siguen estando estructurados por la productividad de una mano de obra diferenciada por género, incluyendo la división de género tanto
en los roles en los hogares como en las ocupaciones asalariadas.
Las características básicas del trabajo de reproducción son:
1. No está remunerado mediante un salario por lo que está fuera del mercado de trabajo productivo.
2. Está desempeñado principalmente por la mujer.
3. No es reconocido socialmente e incluso es infravalorado por las mismas personas que lo desempeñan.
4. Si tiene un reconocimiento es subsidiario y cuando está desempeñado por trabajadoras del servicio doméstico suele caer en la economía sumergida o informal, teniendo en el mejor de los casos dichas trabajadoras condiciones de trabajo claramente inferiores respecto al trabajador productivo -falta de reconocimiento, desempleo, etc.

### Acumulación capitalista del trabajo reproductivo
Para Silvia Federici, autora del libro de 2004  Calibán y la bruja. Mujeres, cuerpo y acumulación originaria -Caliban and the Witch: Women, the Body and Primitive Accumulation- la teoría de la acumulación primitiva de Karl Marx es parcial ya que para Marx la acumulación primitiva es una mera precursora del capitalismo y para Federici la acumulación primitiva es una de las características fundamentales y básicas del capitalismo ya que el capitalismo siempre requiere un caudal de capital expropiado. Marx habría olvidado el trabajo reproductivo (la reproducción de seres humanos o en términos marxistas la reproducción de la fuerza de trabajo), que es tan importante y necesaria para el capitalismo.
Además, indica Federici, que Marx no tuvo en cuenta que en la acumulación primitiva la expropiación del trabajo reproductivo y no remunerado que realizan las mujeres es clave para el surgimiento de una economía capitalista basada en el trabajo asalariado. Federici describe en su obra Calibán y la bruja la lucha histórica por los bienes comunes y la lucha por el comunalismo frente a la acumulación y expropiación. En lugar de ver al capitalismo como una derrota liberadora del feudalismo, Federici interpreta el ascenso del capitalismo como un movimiento reaccionario para eliminar el comunalismo y mantener el contrato social básico tradicional.
La autora considera la institucionalización de la violación y prostitución a las herejías y la caza de brujas -torturadas y quemadas en la hoguera- como el aspecto central de una subyugación metódica de las mujeres que ha permitido la apropiación de su fuerza de trabajo.
Para Federici, en América Latina, la expropiación de la tierra por gobiernos y empresas para la plantación de grandes monocultivos obliga a la migración a la ciudad donde solamente se puede trabajar en las maquilas. En general son mujeres jóvenes trabajadoras cuyos padres perdieron la tierra o se endeudaron con la compra de semillas. Según Federici el despojo de la tierra, el endeudamiento de los campesinos, que ha provocado tantos suicidios, ha sido la base y el fundamento sobre el cual se ha construido la maquila, que ha sido el reemplazo de las grandes concentraciones industriales.
Para Gloria Santiago la lógica capitalista no reconoce ni cuida la reproducción social por lo que augura una dsiminución de tasa de natalidad ante el aumento de la desigualdad social, los costes directos e indirectos de la reproducción, la falta de protección social y el escaso reconocimiento al trabajo reproductivo.

## Trabajo Reproductivo y Medio Ambiente

### Ecofeminismo
Marilyn Waring, retomando aportes de la Economía Feminista, la Economía Ecológica y la Economía Política Marxista, el Ecofeminismo materialista o el Economía Política Feminista, señala la análoga condición de explotación, daño y marginalización que afrontan las mujeres y la naturaleza en el sistema patriarcal y de producción capitalista, señalando que son quienes desarrollan y proveen el trabajo necesario para la reproducción social, sin que este trabajo sea valorado ni social ni económicamente. Desde esta perspectiva tanto las mujeres como el ambiente natural sostienen la producción capitalista, a través del trabajo reproductivo que desarrollan, y que al no valorarse ni cuantificarse, es externalizado. Desde la perspectiva señalada es relevante la obra de obra de Marilyn Waring de 1988 If Women Counted.

### Economía del sustento y democracia de la tierra
Para la feminista y ecologista Vandana Shiva el concepto de economía del sustento, distinto al de economía de subsistencia, es básico para la supervivencia del ser humano. Es sobre esta economía sobre la que se ha construido la economía de mercado. El concepto de economía del sustento está relacionado con la propuesta de Democracia de la tierra de la misma autora. En palabras de Shiva:

En la economía del sustento las personas trabajan con el fin de proporcionarse directamente a sí mismas las condiciones necesaria para mantener sus vidas. Se trata de la clase de economía en la que la producción y la reproducción humanas son primeramente posibles. En concreto, es en la economía de las mujeres donde, debido a la división patriarcal del trabajo, tiene lugar la reproducción de la sociedad. La labor de las mujeres proporciona sustento y apoyo a todas las actividades humanas, incluidas las más visibles de la economía dominada por el mercado. La economía del sustento es la economía de los dos tercios de la humanidad que se dedican a la producción artesanal, la agricultura campesina, la pesca también artesanal y las economías forestales autóctonas. La economía del sustento incluye todos aquellos ámbitos en los que los seres humanos producen en equilibrio con la naturaleza y reproducen la sociedad a través de la colaboración, la mutualidad y la reciprocidad.

## Análisis del trabajo de cuidados
El trabajo reproductivo o el trabajo de los cuidados ha sido históricamente sobrecargado en la mujer, pero también en las clases sociales más vulnerables -trabajadores, personas migrantes y personas de color-. Teorías emergentes basadas en el cuidado como objeto de estudio, plantean nuevas perspectivas de análisis y proponen diversas soluciones al desequilibrio distributivo de esta invisibilizada labor. 
Así, en México, los estudios sobre trabajo doméstico y de cuidados tienen un desarrollo considerable. En el país, la carga de trabajo doméstico no remunerado recae principalmente sobre las mujeres en contextos rurales y urbanos, y se estima que las mujeres de entre 30 y 70 años dedican un tiempo muy similar a él (Florez y Pacheco). Asimismo, las investigadoras Brígida García y Edith Pacheco (2014) destacan que la carga de trabajo doméstico es un elemento que puede inhibir la participación de las mujeres en la recreación, el cuidado personal, el sistema educativo y el mercado laboral.

### Cuidado
El cuidado incluye los procesos realizados, de manera remunerada o no, al servicio de otros como, por ejemplo: cuidado de los niños, la enseñanza -a todo nivel-, el cuidado de la salud e incluso el trabajo doméstico. Se entiende, por tanto, que estas acciones están enfocadas en los dependientes -niños, enfermos o ancianos, así como animales e incluso cosas - a los que se les debe proveer del cuidado necesario para hacer posible la vida y el bienestar de las personas.
En inglés, un término relacionado con el cuidado es care work o trabajo del cuidado, definido como una subcategoría de trabajo que incluye todas las tareas que involucran los procesos de atención realizados al servicio de otros. A menudo se diferencia de otras formas de trabajo porque se considera que tiene una motivación intrínseca, es decir que las personas que lo realizan no buscan una compensación financiera, lo realizan por afecto o por responsabilidad.
En las sociedades patriarcales el cuidado es asumido con una actitud dualista en la que los hombres se ocupan del "cuidado" de la esfera pública mientras que la mujer se encarga del cuidado del hogar. Joan Tronto aporta al entendimiento del cuidado distinguiendo cuatro fases del proceso de cuidado:
preocuparse por: implica la percepción de una necesidad y el reconocimiento, tanto personal como social, de la necesidad de cuidados;
cuidar de: considerar asumir alguna responsabilidad en relación a la necesidad identificada y encontrar una opción para responder a ella;
brindar cuidados: implica un compromiso y una tarea concreta para satisfacer las necesidades de atención, y generalmente requiere de una relación directa entre la persona que brinda los cuidados y quien los  recibe;
recibir atención: representa el último movimiento en el que el receptor puede responder demostrando que la atención es sin duda benéfica para él o ella, o por el contrario, demostrar que el cuidado que se le ofrece le resulta ineficaz o inadecuado.

### Comunalización del trabajo de los cuidados
La comunalización es la acción de mantener, defender y amplificar las áreas de la vida que son manejadas por una comunidad. Se puede también entender como un proceso de volver comunitarias actividades que actualmente se ejercen de forma individual tales como el transporte, la alimentación y el cuidado. En este último caso se busca que con la comunalización del cuidado se puedan redistribuir las cargas de las labores de cuidado de una forma equitativa entre los múltiples miembros de una familia, grupo social o comunidad. Al mismo tiempo, entendiendo el cuidado como una labor central en el mantenimiento de la vida y por consiguiente como un procomún no material, la redistribución de esta labor puede tener como efecto un mejoramiento en la calidad de vida colectiva. Iniciativas tales como Regeneración- Child Care NYC son ejemplos de comunalización del trabajo de los cuidados.

### Cuidatoriado
La investigadora María Ángeles Durán habla de cuidatoriado como una nueva clase social para referirse al empleo no remunerado del trabajo reproductivo o trabajo de cuidados. Durán considera necesario definir los cuidados de forma máxima y mínima, en la definición máxima el cuidado equivale a todo el tiempo dedicado en el hogar a la familia, incluso a uno mismo, el autocuidado. Si no se cocina, no se limpia, no se compra, las personas no van a tener bienestar. La definición mínima es la que ofrece servicios necesarios para la supervivienca de personas que no pueden proporcionárselos por sí mismas ni pagarlos, es decir, niños, enfermos y ancianos. Puede ser remunerado y no remunerado. El cuidatoriado de Durán es una nueva teoría de las clases sociales: en los países desarrollados el proletariado se ha convertido en clase media en relación con la nueva clase social del cuidatoriado que no tiene derechos. El proletariado tradicional tiene algunos derechos porque ha pasado por el mercado de trabajo regulado por el estado pero el cuidatoriado está oculto en los hogares y otras instituciones y no está reconocido ni regulado.

### Crisis de los cuidados
Partiendo del concepto de cuidado como el conjunto de labores orientadas a la reproducción social y la reproducción de la vida, históricamente realizadas por las mujeres, no valoradas ni social ni económicamente y externalizadas por la economía neoclásica, desde la economía feminista se plantea la crisis de los cuidados como fenómeno que refiere  la incapacidad política y social de garantizar el bienestar de sectores de la población y la correlativa dificultad de estos para cuidar de sí mismos, cuidar a otros o ser cuidados. Como principales causas se plantea: un factor sociodemográfico, asociado al aumento de la expectativa de vida; un factor sociolaboral, asociado a la disminución en la disponibilidad de mujeres en el hogar dada su inserción en el mercado laboral y el trabajo productivo; un factor político-económico, asociado al aumento de políticas neoliberales que limitan los recursos públicos con los que se podría dar respuesta al aumento de la necesidad de cuidado (factor sociodemográfico) y a la falta de cuidadores disponibles (factor sociolaboral)
Autoras como Amaia Pérez Orozco refieren la crisis de los cuidados como una crisis civilizatoria en la que la producción es el centro de la economía en menoscabo de la vida y el bienestar social. Desde esta perspectiva la Economía Feminista hacer un llamado a poner la sostenibilidad de la vida en el centro, desvirtuar la noción de economía como la serie de procesos orientados a la producción de capital y pasar a entenderla como el sistema de procesos orientados a la satisfacción de necesidades y a la generación de recursos necesarios para el vivir bien

## Explotación reproductiva
La explotación reproductiva, para el feminismo y la izquierda política, es la utilización de la mujer, su trabajo y su cuerpo, en condiciones de esclavitud o malas condiciones laborales, de sometimiento social, con o sin compensación económica, cuando no puede resistirse o no tiene otros medios para obtener recursos económicos. El ejemplo más evidente de explotación reproductiva es la gestación subrogada o vientre de alquiler, también lo es, en un sentido más amplio, el trabajo infantil, juvenil y también adulto como trabajadores domésticos no retribuidos ni asegurados que realizan tareas reproductivas en condiciones de esclavitud o semiesclavitud. En general, también es explotación reproductiva,  el trabajo de cuidados de niños, enfermos, discapacitados y ancianos realizado por familiares y no reconocido o realizado por trabajadores externos en péximas condiciones laborales. Asimismo puede considerarse explotación reproductiva el proxenetismo o explotación sexual, el matrimonio forzado, el matrimonio por secuestro y el matrimonio infantil.

## Expansión neoliberal del trabajo gratuito

### Trabajo gratuito: voluntariado, becariados, prácticas, asociacionismo
Según la socióloga Maud Simonet se estaría extendiendo las características del trabajo reproductivo -no asalariado ni reconocido- al mundo del trabajo tradicionalmente reconocido y asalariado de los servicios públicos mediante la generalización del trabajo gratuito desarrollado por el voluntariado, el asociacionismo, la asistencia social, las prácticas de estudios no remuneradas, los becarios y otras actividades de parados, jóvenes y jubilados que ocupan y desarrollan gratuitamente trabajos que antes eran remunerados. Las condiciones de estos trabajos son el no reconocimiento', no salario, no derechos o infraderechos. Para Maud la neoliberalización de los servicios públicos se está haciendo con el trabajo gratuito en nombre de los valores cívicos".